# Списък на медицински специалности
Това е списък на медицинските специалности, съгласно Наредба № 34 от 29 декември 2006 година на българското Министерство на здравеопазването.

## Включени в Директивата за признаване на квалификации
Специалности, които са включени в приложения 5.1.3, 5.1.4 и 5.3.3 на Директива 2005/36/ЕО за признаване на професионални квалификации.

### При степен магистър по медицина
- С преобладаваща терапевтична насоченост:
  - Анестезиология и интензивно лечение
  - Вътрешни болести
  - Гастроентерология
  - Гериатрична медицина
  - Детска психиатрия
  - Детски болести (Педиатрия)
  - Ендокринология и болести на обмяната
  - Инфекциозни болести
  - Кардиология
  - Клинична алергология
  - Клинична фармакология и терапия
  - Клинична хематология
  - Кожни и венерически болести (Дерматология и венерология)
  - Лъчелечение
  - Нервни болести (Неврология)
  - Нефрология
  - Обща медицина
  - Пневмология и фтизиатрия (Белодробни болести)
  - Психиатрия
  - Ревматология
  - Спешна медицина
  - Трансфузионна хематология
  - Физикална и рехабилитационна медицина
- С преобладаваща хирургична насоченост:
  - Акушерство и гинекология
  - Висцерална хирургия
  - Гръдна хирургия
  - Детска хирургия
  - Кардиохирургия
  - Лицево-челюстна хирургия
  - Неврохирургия
  - Ортопедия и травматология
  - Очни болести
  - Пластично-възстановителна хирургия
  - Съдова хирургия
  - Урология
  - Ушно-носно-гърлени болести
  - Хирургия
- С преобладаваща клинико-диагностична насоченост:
  - Биохимия
  - Клинична имунология
  - Клинична лаборатория
  - Микробиология
  - Нуклеарна медицина
  - Образна диагностика
- С друга насоченост:
  - Комунална хигиена
  - Социална медицина и здравен мениджмънт
  - Трудова медицина
  - Фармакология

### При степен магистър по дентална медицина
- Орална хирургия
- Ортодонтия

### При степени магистър по медицина и магистър по дентална медицина
- Дентална, орална и лицево-челюстна хирургия

## Невключени в Директивата за признаване на квалификации
Специалности, които не са включени в приложения 5.1.3, 5.1.4 и 5.3.3 на Директива 2005/36/ЕО за признаване на професионални квалификации.

### При степен магистър по медицина
- С преобладаваща хирургична насоченост:
  - Ангиология
  - Болнична хигиена
  - Детска гастроентерология
  - Детска ендокринология и болести на обмяната
  - Детска кардиология
  - Детска клинична хематология и онкология
  - Детска неврология
  - Детска нефрология и хемодиализа
  - Детска пневмология и фтизиатрия
  - Детска ревматология
  - Клинична токсикология
  - Медицинска онкология
  - Медицинска паразитология
  - Неонатология
  - Отоневрология
  - Спортна медицина
  - Съдебна психиатрия
- С преобладаваща клинико-диагностична насоченост:
  - Авиационна медицина
  - Вирусология
  - Епидемиология на инфекциозните болести
  - Патофизиология
  - Съдебна медицина
  - Токсикология
- С друга насоченост:
  - Икономика на здравеопазването
  - Медицина на бедствените ситуации (на катастрофите)
  - Обща хигиена
  - Радиационна хигиена
  - Радиобиология
  - Хигиена на детско-юношеската възраст
  - Хранене и диететика

### При степен магистър по дентална медицина
- Детска дентална медицина
- Обща дентална медицина
- Оперативно зъболечение и ендодонтия
- Пародонтология и заболявания на оралната лигавица
- Протетична дентална медицина
- Социална медицина и обществено дентално здраве
- Дентална клинична алергология
- Дентална образна диагностика
- Челюстна хирургия

### При степен магистър по медицина или магистър по дентална медицина
- Козметична (естетична) хирургия

### При степен магистър по фармация
- Анализ на лекарствените продукти
- Клинична фармация
- Лечебни растения и билково дело
- Организация и икономика на дистрибуторската и аптечната практика
- Организация и икономика на фармацевтичното производство
- Технология на лекарствата с биофармация

### При степен бакалавър или специалист
- Анестезиология и интензивни грижи (за медицински сестри и акушерки)
- Болнична хигиена (превенция и контрол на инфекциите)
- Консултант по кърмене и здравословно и диетично хранене
- Медицинска сестра за социални дейности
- Обществено здравеопазване (за медицински сестри, акушерки и фелдшери)
- Операционна и превързочна техника (за медицински сестри и акушерки)
- Психиатрична сестра
- Рехабилитационни методики и лечение на деца с церебрална парализа (за рехабилитатори и ерготерапевти)
- Семейна медицинска сестра (акушерка)

### При висше немедицинско образование
- Анализ на лекарствените продукти (за химици)
- Биохимия (за биохимици, биолози и химици)
- Биофизика (за биолози и физици)
- Вирусология (за биолози и микробиолози)
- Икономика на здравеопазването (за икономисти)
- Клинична психология (за психолози)
- Клинична химия (за химици, биохимици, биолози и фармацевти)
- Лабораторна имунология (за биолози, биохимици, молекулярни биолози, биотехнолози)
- Лечебни растения и билково дело (за биолози)
- Медицинска зоология (за биолози)
- Медицинска информатика и здравен мениджмънт
- Медицинска радиологична физика (за физици и инженери)
- Медицинска санитарна физика (за инженери и физици)
- Медицинска физкултура (за кинезитерапевти – методисти по лечебна физкултура)
- Микробиология (за микробиолози и биолози)
- Правно регулиране в здравеопазването (за юристи)
- Радиационна хигиена (за биолози, физици и химици)
- Радиобиология (за биолози, физици и химици)
- Санитарна химия (за химици)
- Санитарно инженерство (за инженери и архитекти)
- Теоретични основи на медицинската химия (за химици)
- Токсикология (за химици, биохимици, биолози, молекулярни биолози, биотехнолози)
- Организация и икономика на фармацевтичното производство (за биолози, икономисти, химици и инженер-химици)

### За преподаватели в системата на здравеопазването
- Анатомия, хистология и цитология (за лекари, лекари по дентална медицина, биолози, молекулярни биолози)
- Медицинска биология (за лекари, биолози, молекулярни биолози)
- Медицинска генетика (за лекари, биолози, молекулярни биолози)
- Медицинска педагогика (за лекари, лекари по дентална медицина, фармацевти, лица с образователно-квалификационна степен „бакалавър“ или „специалист“ от професионално направление „Здравни грижи“, педагози, психолози)
- Физиология (за лекари, лекари по дентална медицина)

### Военномедицински специалности
- Военна токсикология
- Военномедицинско планиране
- Военномедицинско снабдяване (за фармацевти)
- Превантивна военна медицина
- Авиационна медицина